# زفیرو فوریاسی
زفیرو فوریاسی (به ایتالیایی: Zeffiro Furiassi) بازیکن فوتبال و اهل ایتالیا است که از سال ۱۹۵۰ میلادی عضو تیم ملی فوتبال ایتالیا بوده و در ۲ بازی ملی حضور داشته‌است. او در بازی‌های ملی‌اش گلی به ثمر نرساند.
زفیرو فوریاسی آخرین بازی ملی خود را در سال ۱۹۵۰ میلادی انجام داد.